# 新疆生产建设兵团第六师红旗农场
新疆生产建设兵团第六师红旗农场是中华人民共和国新疆生产建设兵团第六师下辖的一个农场。

## 行政区划
新疆生产建设兵团第六师红旗农场下辖以下单位：
场部、五厂湖开发区、红旗中心团场一零七社区、十连、十二连、十一连、草原工作站生活区、农一连、农二连、农三连、农四连、农五连、农六连、农七连、农八连和农九连。